# Charles De Antoni
Pour les articles homonymes, voir De Antoni.
Charles De Antoni, né le 18 août 1901 à Bourg-en-Bresse (Ain) et mort le 10 janvier 2011 , à Maisons-Laffitte (Yvelines), est un musicien et centenaire français. Il a été « doyen masculin des Français »,, après le décès de Philibert Parnasse, le 24 octobre 2010, jusqu'à sa mort.

## Biographie
Brillant musicien, il fut première trompette à l'opéra comique de Paris. Il a été nommé Chevalier de l'ordre des Arts et des Lettres, en juillet 2010.